# Vụ nổ khí đốt Ngân Xuyên 2023
Vào ngày 21 tháng 6 năm 2023, 31 người đã thiệt mạng và 7 người bị thương tại Nhà hàng thịt nướng Phú Dương (富洋烧烤店) ở quận Hưng Khánh, Ngân Xuyên, Khu tự trị dân tộc Hồi Ninh Hạ, Trung Quốc, sau một vụ nổ khí ga xảy ra vào đêm trước Tết Đoan ngọ.
Đây là vụ nổ gây nhiều thương vong nhất ở Trung Quốc kể từ năm 2019, khi vụ nổ tại một nhà máy hóa chất ở tỉnh Giang Tô phía đông đã làm chết 78 người.

## Vụ nổ
Theo đài truyền hình quốc gia Đài Truyền hình Trung Quốc (CCTV), vụ nổ xảy ra vào khoảng 8:40 tối giờ địa phương trên một con phố đông đúc, sau khi xảy ra rò rỉ gas trong nhà bếp của nhà hàng. Các cơ quan chức năng đang điều tra nguyên nhân chính xác của vụ rò rỉ này.
Đài truyền hình CCTV trình chiếu hình ảnh ghi lại hơn mười lính cứu hỏa chiến đấu chống cháy, trong khi khói bốc lên từ một lỗ lớn ở phía trước của nhà hàng. Con phố tràn đầy mảnh vỡ kính và các mảnh vụn khác. Bộ Quản lý Khẩn cấp cho biết hơn 100 cán bộ và 20 phương tiện của lực lượng cứu hỏa đã được triển khai tới hiện trường. Một video từ nền tảng truyền thông xã hội Douyin cho thấy các nhân viên cấp cứu sử dụng thang để cố gắng tiếp cận những người bị mắc kẹt ở tầng hai.

## Thương vong
Trong số những người thiệt mạng, có học sinh trung học và người cao tuổi, hầu hết đã chết do hít phải khói độc. Ít nhất 31 người đã thiệt mạng trong vụ nổ. Bảy người cũng bị thương, trong đó có một người trong tình trạng nguy kịch.

## Hậu quả
Chính quyền tỉnh đã sơ tán 64 gia đình từ các khu dân cư lân cận đến các khách sạn.

## Cuộc điều tra
Các phương tiện truyền thông địa phương cho biết, dựa trên cuộc điều tra ban đầu của phòng cháy chữa cháy, một nhân viên trong nhà hàng đã phát hiện mùi gas rò rỉ khoảng một giờ trước vụ nổ. Sau đó, nhân viên này đã phát hiện một van hỏng trên bình gas lỏng và đang trong quá trình thay thế khi vụ nổ xảy ra. Cảnh sát đã bắt giữ chín người, bao gồm chủ nhà hàng, cổ đông và nhân viên, và đồng thời đóng băng tài sản tài chính của họ.

## Phản ứng
Tổng Bí thư Đảng Cộng sản Trung Quốc Tập Cận Bình đã kêu gọi nỗ lực tối đa để cung cấp chăm sóc y tế cho người bị thương và tăng cường biện pháp an toàn.
Vào tối ngày 22 tháng 6 năm 2023, chính quyền Ngân Xuyên đã tuyên bố sẽ tiến hành cuộc điều tra các ngành liên quan nhằm ngăn chặn các thảm họa tương tự xảy ra trong tương lai.